# Juke/Can't Hold on Much Longer
Juke/Can't Hold on Much Longer è un singolo di Little Walter, pubblicato nel 1952 con la denominazione Little Walter And His Night Cats.

## Descrizione
Entrambi i brani sono composti dal bluesman Little Walter Jacobs; il brano sul lato A, Jule, è uno strumentale per armonica a bocca, mentre il lato B Can't Hold on Much Longer  è cantato.
Little Walter aveva inciso in maniera sporadica per piccole etichette discografiche di Chicago nel corso dei precedenti cinque anni, ed era apparso in dischi di Muddy Waters pubblicati dalla Chess Records sin dal 1950. 
Il brano sul lato A, Juke, può considerarsi il primo vero successo di Little Walter, e il pezzo si rivelò di importanza capitale per la sua carriera. Grazie all'influenza esercitata da Little Walter sull'armonica blues, Juke viene considerata uno standard blues.

## Tracce
Lato A
1. Juke – 2:44 (musica: Little Walter)

Lato B
1. Can't Hold on Much Longer – 3:03 (musica: Little Walter)